# Platysenta temecula
Platysenta temecula är en fjärilsart som beskrevs av Barnes 1905. Platysenta temecula ingår i släktet Platysenta och familjen nattflyn. Inga underarter finns listade i Catalogue of Life.